# North Ziebach (Dakota del Sur)
North Ziebach es un territorio no organizado ubicado en el condado de Ziebach en el estado estadounidense de Dakota del Sur. En el Censo de 2010 tenía una población de 342 habitantes y una densidad poblacional de 0,19 personas por km².

## Geografía
North Ziebach se encuentra ubicado en las coordenadas 45°17′18″N 101°46′19″O / 45.28833, -101.77194. Según la Oficina del Censo de los Estados Unidos, North Ziebach tiene una superficie total de 1812.7 km², de la cual 1807.86 km² corresponden a tierra firme y (0.27%) 4.84 km² es agua.

## Demografía
Según el censo de 2010, había 342 personas residiendo en North Ziebach. La densidad de población era de 0,19 hab./km². De los 342 habitantes, North Ziebach estaba compuesto por el 52.34% blancos, el 0% eran afroamericanos, el 46.78% eran amerindios, el 0% eran asiáticos, el 0% eran isleños del Pacífico, el 0% eran de otras razas y el 0.88% pertenecían a dos o más razas. Del total de la población el 0.88% eran hispanos o latinos de cualquier raza.